# Канашев, Михаил Иванович
Михаил Иванович Канашев (5 (17) сентября 1866, Оренбургская губерния — после 1917) — вахмистр, атаман, депутат IV Государственной думы Российской империи от Оренбургской губернии (1912—1917), примыкавший к прогрессистам.

## Биография
Родился 5 (17) сентября 1866 года в казачьей семье в посёлке Канашевский Миасской станицы Челябинского уезда (Оренбургская губерния) — сегодня это село Миасское в Челябинской области, административный центр Красноармейского района. Версии о его образовании разнятся: согласно одним источникам, он окончил Канашевскую поселковую школу, согласно другим — получил начальное домашнее образование.
Проходя действительную воинскую службу с 1884 по 1886, служил вахмистром в 3-м Оренбургском казачьем полку, а затем, «выйдя на льготу», четыре года был инструктором по обучению свежего призыва молодых казаков. В 1903—1906 годах являлся атаманом родного посёлка. После этого, в 1906—1912 годах, был выбран атаманом всей Миасской станицы. Был награждён государственной наградой — серебряной нагрудной медалью «За усердие» на Станиславской ленте.
Занимался сельским хозяйством: он был земледельцем на собственном наделе в 25 (по другим данным — 13) десятин.
25 октября 1912 года избрался в Четвёртую Государственную думу Российской империи от съезда уполномоченных от казачьих станиц Оренбургской губернии. При избрании получил 39 голосов «за» и 22 — «против».
В течение первой сессии IV Думы примыкал к фракции прогрессистов, но уже со второй — стал участником группы независимых депутатов. По некоторым данным, к этой группе, в 1914 году подключился и другой депутат от Оренбургской губернии — Е.Г. Колбинцев.
Являлся членом четырёх думских комиссий: по народному образованию, об охоте, о путях сообщения и комиссии по местному самоуправлению (земству). Позже, вместе со многими прогрессистами, он вошёл в Прогрессивный блок Госдумы.
3 декабря 1913 года был в составе 39 парламентариев, подписавших думское законодательное предположение «Об учреждении особого духовного управления (муфтиата) для мусульман Северного Кавказа». Поскольку северокавказские мусульмане на тот момент официально числились в ведении Оренбургского духовного правления, под законопроектом также стоят подписи двух других «оренбуржцев»: М. И. Гродзицкого и Н. Д. Кудрявцева.
Дальнейшая, «последумская» судьба неизвестна.

## Семья
На 1912 год был женат и имел в браке двоих сыновей.